# Kia Retona
Kia Retona – samochód terenowy klasy kompaktowej produkowany pod południowokoreańską marką Kia w latach 1998 – 2003.

## Historia i opis modelu

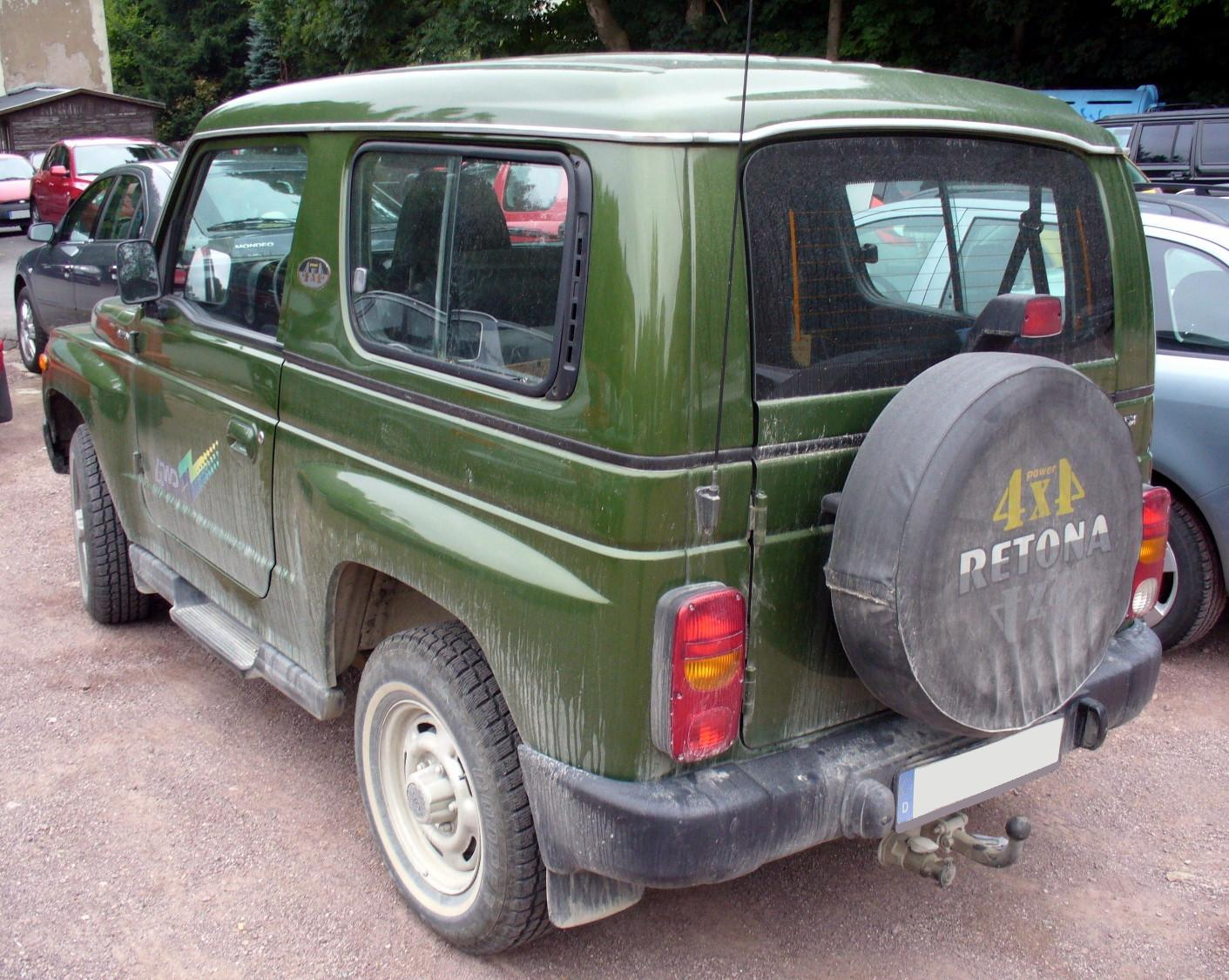
Kia Retona - tył

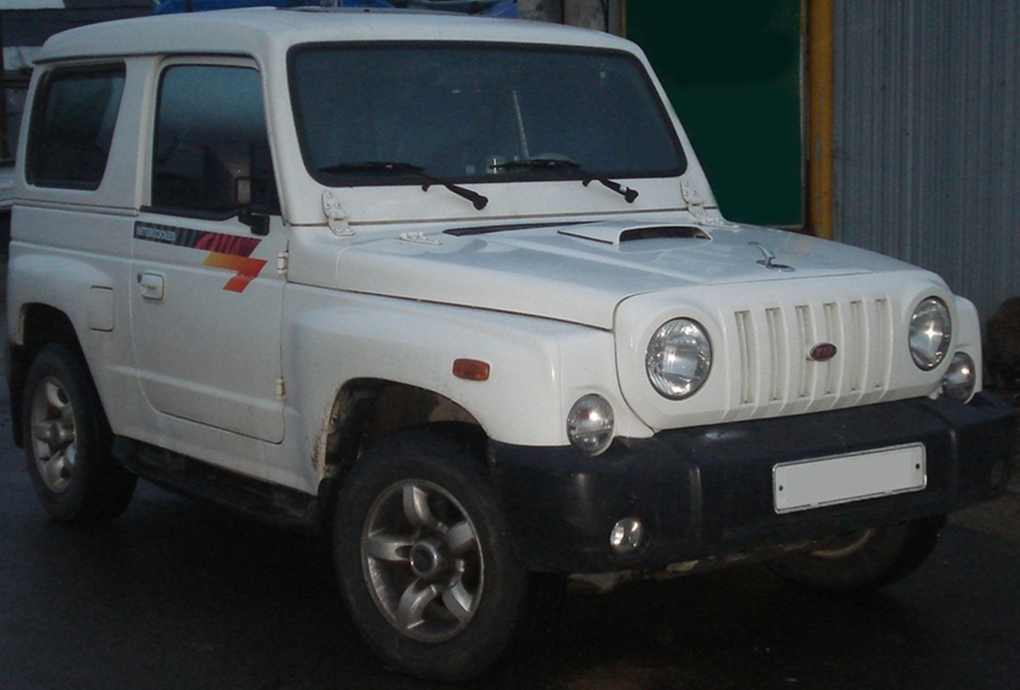
Kia Retona Cruiser

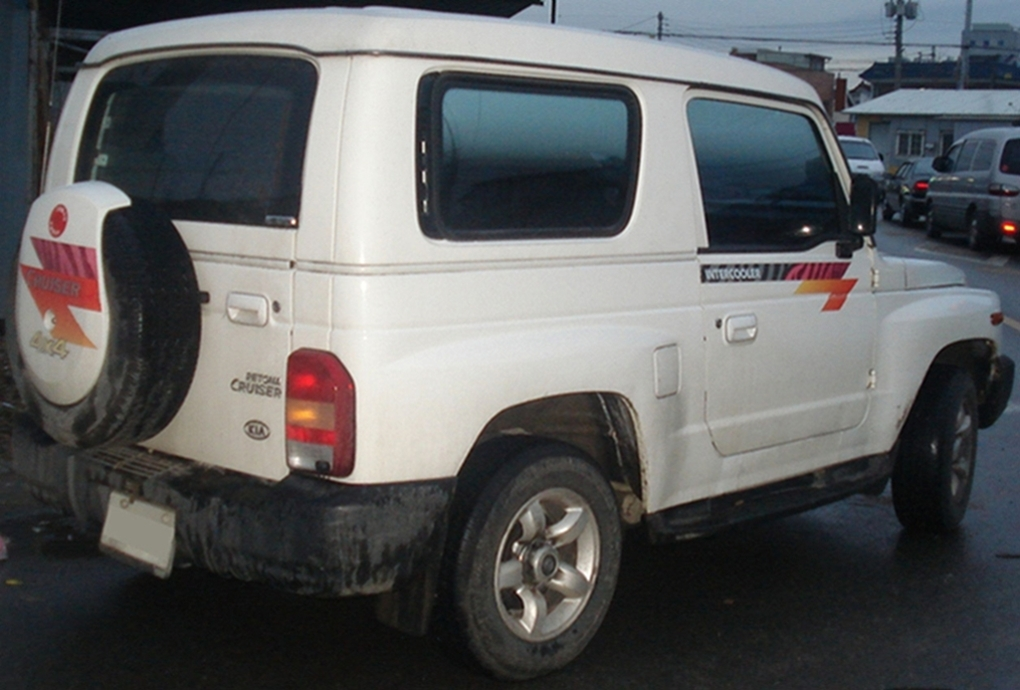
Kia Retona Cruiser- tył

Model Retona zadebiutował pierwotnie jako produkt marki Asia jako Asia Retona, zastępując wysłużoną konstrukcję Asia Rocsta i stając się wobec niego znacznie przestronniejszy. Pojazd powstał jako  cywilna wersja tworzonego dla wojska pojazdu Kia KM420. Po połączeniu Asia Motors z Kią, pojazd zmienił nazwę na Kia Retona.
Pojazd stylistycznie nawiązuje do klasycznych samochodów terenowych, szczególnie Jeepa Wranglera. Nadwozie dwubryłowe z ostro ściętymi przodem oraz tyłem. Przód samochodu wyróżniał się z kolei charakterystyczną atrapą chłodnicy oraz okrągłymi reflektorami. Tylną klapę zwieńczyło koło zapasowe.
Wnętrze samochodu utrzymano w prostym wzornictwie. Płaska deska rozdzielcza zawiera obrotomierz, prędkościomierz oraz wskaźniki paliwa, temperatury chłodziwa oraz wskaźniki dodatkowe. Samochód wyposażony jest z tyłu w kanapę dla trzech pasażerów, którą można złożyć by powiększyć przestrzeń bagażową.

### Skrzynia biegów
Samochód ma 5-biegową skrzynię biegów. Dodatkowo wyposażony jest w ręczny układ dołączania przedniego mostu oraz reduktor skrzyni podstawowej. Opcja (N) odłącza mosty od skrzyni biegów dzięki czemu przy holowaniu oraz używaniu wyciągarki samochód stawia mniejsze opory toczenia. Automatyczna skrzynia biegów dostępna była tylko na rynku azjatyckim.

### Lifting
W 2001 roku wyłącznie na rynku południowokroeańskim Kia Retona przeszła restylizację, zyskując zmodyfikowany pas przedni z inną atrapą chłodnicy w kolorze nadwozia i przestylizowanymi lampami tylnymi, zyskując nową nazwę Kia Retona Cruiser. W 2003 roku następcą został SUV Sportage.

### Silniki
- L4 2.0l FE DOHC
- L4 2.0l RT Turbodiesel